# Уйпещ
Уйпещ (на унгарски: Újpest) е 4-ти район на Будапеща, Унгария. Намира се на левия бряг на река Дунав. Името „Уйпещ“ буквално означава „Нова Пеща“, тъй като градът е създаден на границата на град Пеща, Унгария през 1838 г. Уйпещ е село в продължение на шест десетилетия до 1907 г., когато става град. През 1950 г. градът е обединен с Будапеща, за да образува Голяма Будапеща. От 1950 г. Уйпещ е 4-ти район на Будапеща.
Футболният клуб ФК „Уйпещ“ е кръстен на района, тъй като е създаден тук през 1885 г. и играе мачовете си в района.

## Район
Районът се състои от 6 части, като Уйпещ е най-голямата от тях.

## История
Исак Лови притежава фабрика за обувки, която иска да премести в Пеща, но не успява да получи разрешение за заселване, защото е евреин. През 1835 г. той решава да създаде нов град, където да построи фабриката си. Северно от Пеща има празен участък земя, който е собственост на благородническото семейство Карой. Лови купува от тях земята, като актът за собственост включва правото на религиозна свобода, правото на самоуправление и правото на бизнес дейност. До 1838 г. в Уйпещ живеят 13 еврейски семейства; скоро след това започват да се нанасят и християни.
Известни статуи, като паметника на Веселени, паметника на Матиас Корвин, са отлети от бронз в работилниците в Уйпещ.

## Политика
Действащият кмет на Уйпещ е Тибор Дери (DK). Районното събрание, пряко избрано на изборите за местно самоуправление през 2019 г., се състои от 21 члена, вкл. кметът.

### Списък на кметовете
| Име               | Партия                       | Мандат      |
| ----------------- | ---------------------------- | ----------- |
| Тамаш Дерче       | Съюз на свободните демократи | 1990 – 2010 |
| Тамаш Дерче       | Независим                    | 1990 – 2010 |
| Жолт Винтермантел | Фидес                        | 2010 – 2019 |
| Тибор Дери        | Моментум                     | от 2019 г.  |
| Тибор Дери        | DK                           | от 2019 г.  |

## Известни жители
- Юлиус Десауер (р. 1832), равин и писател.[6]
- Липа Голдман (р. 1905 г.), главен равин на ортодоксалната еврейска общност.[7]
- Йозеф Голдман, учен и търговец на книги.[8]
- Карел Буркерт (1909 – 1991), футболист
- Оливер Халаси (1909 – 1946), играч на водна топка и плувец свободен стил.
- Исак Лови (1793 – 1847), унгарски индустриалец и основател на Уйпещ.[2][3]
- Александър Радо (1899 – 1981), съветски шпионин.[9]
- Лудвиг Венецианер (1867 – 1922), равин и писател.[10]

## Побратимени градове
Уйпещ е побратимен с:
- Халкида, Гърция
- Чуксинджорджу, Румъния

## Галерия
- Мост Мегери
- Воден парк „Рамада Ризорт“
- Стадион „Уте“
- Кметството отгоре
- Водна кула
- Енорийска църква
- Енорийска църква
- Паметник на Золтан Бей